# Khaqani
Khaqani hoặc Afzaladdin Khaqani (tên đầy đủ: Afzaladdin Badil ibn Ali Nadjar, tiếng Ba Tư: خاقانی, tiếng Azerbaijan: Xaqani Sirvani, 1121/1122 – 1190) – là nhà thơ Ba Tư, được coi là một trong những nhà triết học, nhà thơ lớn của Phương Đông Hồi giáo.

## Tiểu sử
Khaqani sinh ở Meglem gần Shamakhi, thủ phủ của xứ Shirvanshah (nay là một phần lãnh thổ của Azerbaijan). Tên Khaqani thường được người ta thêm vào từ "Badil" (nghĩa là "người thừa kế"), vì họ coi Khaqani là người thừa kế của nhà thơ cổ điển Ba Tư Sanai. Bố mất khi còn nhỏ nên Khaqani được người chú Kafi-eddin Umar Shervani, là người thông thạo thiên văn học, y học và triết học dạy dỗ. Ngoài việc hành nghề chữa bệnh, Kafi-eddin Umar rất chăm lo cho việc học hành của đứa cháu. Khaqani được dạy đầy đủ các môn học phổ biến của thời đó như thần học, ngôn ngữ, toán học và thiên văn sau khi đã được luyện viết chữ Ả Rập và môn đọc kinh Koran. Ngoài ra Khaqani còn được con trai của chú, là một người thông thạo nhiều môn khoa học và âm nhạc giúp đỡ, nhất là trong việc học nhạc. Sau đó, Khaqani được học tiếp ở trường dòng và trở thành một người có kiến thức sâu rộng trong nhiều lĩnh vực.
Sau khi người chú mất, Khaqani được nhà thơ Abul Ala, đồng thời là một viên quan trong triều đỡ đầu. Abul Ala sớm phát hiện tài năng thơ ca của Khaqani và đã đề nghị tiếp nhận Khaqani làm nhà thơ của triều đình. Có giả thiết cho là Abul Ala đã gả con gái của mình cho Khaqani, tuy nhiên, một số nghiên cứu gần đây của các nhà khoa học Azerbaijan đã bác bỏ giả thiết này.
Về đời tư, Khaqani cưới vợ ba lần. Người vợ thứ nhất sống với ông 25 năm và có với nhau 4 đứa con. Sau khi người vợ đầu mất, Khaqani lấy vợ lần hai và người này lại cũng chết sớm. Chỉ đến người vợ thứ ba mới sống được với ông hết đời. Những bài thơ Khaqani khóc người vợ đầu được coi là những khúc bi ca mẫu mực của văn học Ba Tư. Các nhà nghiên cứu cho rằng những bài thơ về đề tài này chưa có ai vượt qua, kể từ Firdawsi.
Khaqani mất ở Tarbiz, Iran. Ông để lại một di sản thơ ca đồ sộ bằng tiếng Ba Tư và tiếng Ả Rập mà một số rất ít các bài thơ của ông đã được dịch ra tiếng Việt.